# BLUE ROSES 〜妖精と青い瞳の戦士たち〜
『BLUE ROSES 〜妖精と青い瞳の戦士たち〜』（ブルー ローゼス ようせいとあおいひとみのせんしたち）は、2010年9月16日に日本一ソフトウェアから発売されたPlayStation Portable用シミュレーションRPG。
サモンナイトシリーズなどを制作したメンバー達による集団アポロソフトと日本一ソフトウェアによって制作された。キャラクターデザインは大塚真一郎とすーぱーぞんび。男女ふたりの主人公の選択によってエピソードが変わる。

## ストーリー
妖精と人が暮らす国「アウストレイル王国」に黒い異形のもの「ファントム」という穏やかな営みを脅かしていた。だが、その王国には妖精を見る青い瞳、通称ブルーローズを持つ貴族達で結成した戦闘集団が存在し、長い間ファントムと戦っていた。
男主人公のロシェと女主人公のアリシア、そして仲間達と妖精達が織りなす物語が始まる。

## 登場人物

### 主人公
ロシェ
声 - 梶裕貴
男主人公。配達屋をして生活している17歳の少年。クールな性格だが心優しい。貴族にしか現れないはずの妖精を見る青い瞳を持っている。ファントムの戦いによって、ブルーローズに加入を希望した。
アリシア
声 - 喜多村英梨
女主人公。ブルーローズの見習い、貴族出身の16歳。明るく元気な性格だが、無鉄砲。可愛いものと買い物が大好き。

### ブルーローズ
ジャック
声 - 浜田賢二
ブルーローズのリーダーの45歳の男。ロシェの養父。厳しくも優しい性格のため、ブルーローズのメンバーや妖精たちに慕われている。
ジェイラス
声 - 前野智昭
ジャックの副官。30歳。こう見えて妻子持ち。
クレア
声 - 阿久津加菜
貴族の屋敷でメイドをしている17歳。主人公に助けられたことをきっかけにブルーローズに加入を希望。おっとりしているが芯は強い。お菓子作りが得意。
マリウス
声 - 細谷佳正
ブルーローズの男性メンバー。19歳。主人公の教育係として奮闘するが、逆にイジられる。アリシアからは「ヘタレ」のレッテルを貼られている。
ミレーユ
声 - 庄司宇芽香
ブルーローズの女性メンバー。21歳。ブルーローズのブレーン的存在。
ポル
声 - 悠木碧
ブルーローズの最年少メンバー。12歳の引っ込み思案の女の子。いつもキツネのぬいぐるみを抱いている。妖精さんと仲良し。
ベリー
声 - 赤羽根健治
ブルーローズの男性メンバー。20歳。明るくお調子者のムードメーカーだが、時には状況を冷静に判断して鋭い意見を発する。
ユーフェミア
声 - 本多真梨子
ブルーローズの女性メンバー。大らかな直感タイプの女戦士で、思いやりがあることから慕われている。
ヒース
声 - 岡本信彦
ブルーローズの男性メンバーだが、可愛い容姿から女装している。その反面行動力と決断力がある男前な人。ブリジットといつも口論している。ある条件を満たすと仲間にできる。
ブリジット
声 - 小林ゆう
ブルーローズの女性メンバー。玉の輿を狙う、自称「ブルーローズのアイドル」。男性には優しく、女性には厳しい、猫かぶり少女。ヒースとは可愛らしさを競うライバル。ある条件を満たすと仲間にできる。

### 妖精
ラトリス
声 - 伊瀬茉莉也
10年前に迷子になっていたところを主人公に助けられたのをきっかけに、主人公と共にいることとなった妖精。主人公の保護者の様に接するしっかりした性格。
プカラブ
声 - 井澤詩織
『妖精の森』を管理している、犬モチーフの妖精。好奇心旺盛で元気いっぱいのいたずらっ子。
キュリー
声 - ささきのぞみ
『黄泉の原』を管理している、猫モチーフの妖精。所謂ツンデレな性格で、妖精たちを仕切っている。
ラブル
声 - 巽悠衣子
『幻想の泉』を管理している、ウサギモチーフの妖精。寂しがり屋で泣き虫なため、プラカブやキュリーにいじられるいじられキャラ。
アルビオン
声 - 遠藤大輔
『試練の丘』を管理している、熊モチーフの最年長のおじさん妖精。しっかり者で、キュリーとプラカブを叱りつけ、ラブルを庇護することが多い。甘いものが大好きで、熊なためか蜂蜜とメイプルシロップが特に好き。

### ファントム英団
ロンダリオ
声 - 近藤隆
ファントム英団のリーダー。目的の為なら手段を選ばない、禍々しき力を有する残酷なイケメン。
シャルロット
声 - 葉山いくみ
ファントム英団の魔女。上品だが内面はブルーローズを見下しているサディスト。
ハミルトン
声 - 前野智昭
血を見ることが大好きな暗殺者。大量殺人者の過去を持つ。

## 主題歌
オープニングテーマ「Roots」
歌 - 12 sound feat.Ryoko
エンディングテーマ「Proof」
歌 - 12 sound feat.Ryoko

## 予約特典
BLUE ROSES ビジュアルブックレット

## 漫画版
『電撃「マ）王』にて2010年11月号から2011年8月号まで連載。作画は中村煌。